# المنجارة (جازان)
قرية المنجارة، أحد قرى منطقة جازان وهي قرية سكنية تابعة لمحافظة أحد المسارحة جنوب غرب المملكة العربية السعودية، تبعد 6 كم شرق مدينة أحد المسارحة.

## انظر ايضاً
- أحد المسارحة
- أبو عريش

## وصلات خارجية
- بلدية محافظة أبو عريش
- حصر الخدمات بالمدن والقرى بمنطقة جازان
- فرص الإستثمار السياحي بمنطقة جازان
- دليل الخدمات بمنطقة جازان